# The Firm (groupe)
Pour les articles homonymes, voir The Firm.
The Firm est un groupe britannique de hard rock, originaire d'Angleterre et formé de Paul Rodgers et Jimmy Page. Il est actif deux ans, entre 1984 et 1986, et compte deux albums studio.

## Biographie
Le groupe est formé en 1984 autour de Jimmy Page (ex guitariste de Led Zeppelin) et de Paul Rodgers (ex chanteur de Free et de Bad Company). Malgré la renommée de ses membres, les ventes des albums du groupe ne décollent jamais, et ce en dépit de tournées à guichet fermés. Les deux autres musiciens du groupe sont Tony Franklin à la basse, aux claviers et au synthétiseur ainsi que Chris Slade (qui a joué dans Manfred Mann's Earth Band entre autres) à la batterie. 
À l'origine, Jimmy Page veut engager Bill Bruford à la batterie et Pino Palladino à la basse. Cependant Bill Bruford est sous contrat avec un autre label et Pino Palladino est en tournée avec Paul Young.
En concert, Jimmy Page et Paul Rodgers refusent tous deux de jouer des morceaux de leurs anciens groupes respectifs, choisissant d'interpréter des chansons de leurs albums solos ainsi que des pièces de l'album The Firm.
Sur leur premier album, on retrouve une reprise des Righteous Brothers, écrite et composée par Phil Spector, Barry Mann & Cynthia Weil, You've Lost That Lovin' Feelin' avec de tous nouveaux arrangements.

## Membres
- Paul Rodgers - chant, guitare acoustique et rythmique, piano
- Jimmy Page - guitare acoustique, guitare électrique
- Tony Franklin - basse, claviers, synthétiseur, chœurs
- Chris Slade - batterie, percussions, chœurs

## Discographie

### Albums studio
- 1985 : The Firm
- 1986 : Mean Business

### Album promo
- 1986 : The Firm Talks Business (album promotionnel avec des interviews uniquement)

### Singles
- 1985 : Radioactive/Together
- 1985 : Satisfaction Guaranteed/Closer
- 1986 : All the Kings Horses/Fortune Hunter
- 1986 : Live In Peace/Free to Live

## Vidéographie
- The Firm Live at Hammersmith 1984 (1984)
- Five From the Firm (1986)

## Tournées officielles
- États-Unis (28 février 1985 - 11 mai 1985)
- Royaume-Uni (18 mai 1985 - 22 mai 1985)
- États-Unis (14 mars 1986 - 28 mai 1986)